# Rödental
Rödental város Németországban, azon belül Bajorországban. Lakosainak száma 12 947 fő (2023. december 31.).

## Városrészei
- Blumenrod
- Einberg
- Fischbach
- Fornbach
- Kipfendorf
- Mittelberg
- Mönchröden
- Oberwohlsbach
- Oeslau
- Rothenhof
- Schönstädt
- Spittelstein
- Unterwohlsbach
- Waldsachsen
- Waltersdorf
- Weißenbrunn vorm Wald

## Népesség
A település népessége az elmúlt években az alábbi módon változott:
| Lakosok száma | 11 868 | 10 494 | 13 197 | 13 059 | 13 075 | 13 068 | 13 174 | 13 107 | 13 033 | 12 947 |
|               | 1970   | 1975   | 2011   | 2012   | 2014   | 2015   | 2017   | 2019   | 2022   | 2023   |